# Crescendolls
Pistes de Discovery
Harder, Better, Faster, Stronger
(4) Nightvision
(6)
Crescendolls est une chanson du groupe Daft Punk, présente sur l'album Discovery sorti en 2001.

## Interstella 5555
Tout comme les autres morceaux de Discovery, Crescendolls apparaît dans le film muet Interstella 5555: The 5tory of the 5ecret 5tar 5ystem de Leiji Matsumoto et de Daft Punk. La chanson donne même son nom au groupe fictif dans le film.

## Sample
Pour cette chanson, Daft Punk utilise un sample de Can You Imagine de The Imperials.